# Večeslavci
Večeslavci (Hongaars: Vasvecsés, Duits: Sesseldorf) is een plaats in Slovenië en maakt deel uit van de gemeente Rogašovci in de NUTS-3-regio Pomurska. De plaats telde 353 inwoners op 1 januari 2020.